# Cucumis argenteus
Cucumis argenteus är en gurkväxtart som först beskrevs av Karel Domin, och fick sitt nu gällande namn av P.Sebastian och I.Telford. Cucumis argenteus ingår i släktet gurkor, och familjen gurkväxter. Inga underarter finns listade i Catalogue of Life.